# Max Uth

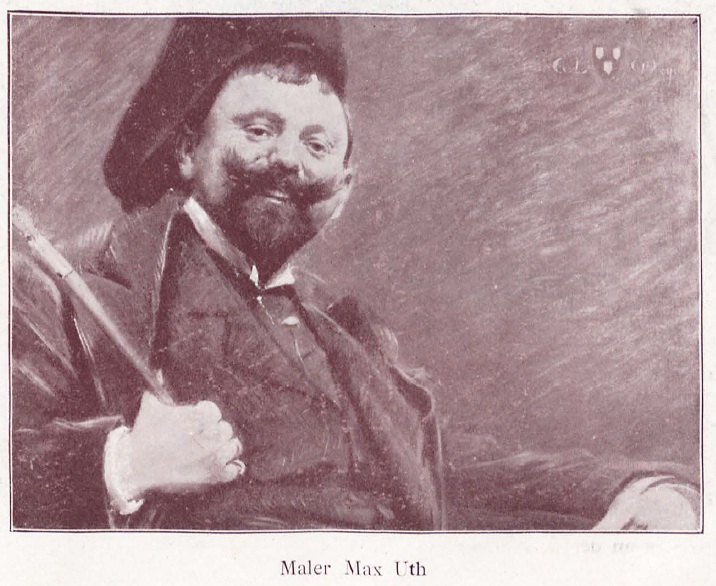
Max Uth. Bildnis von Georg Ludwig Meyn

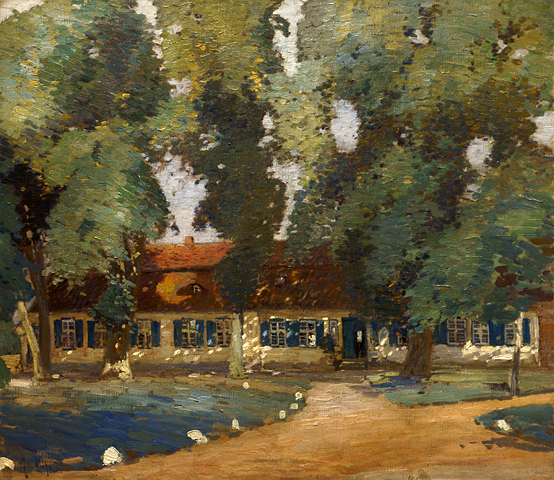
Landsitz in der Mark. Gemälde von Max Uth

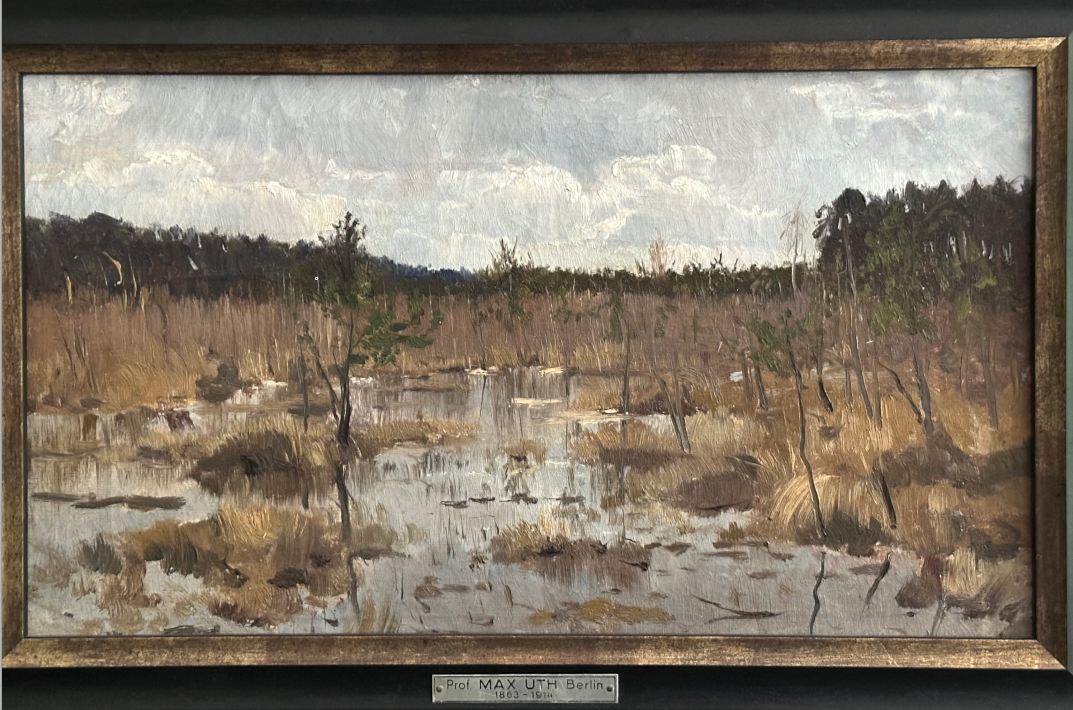
Max Uth

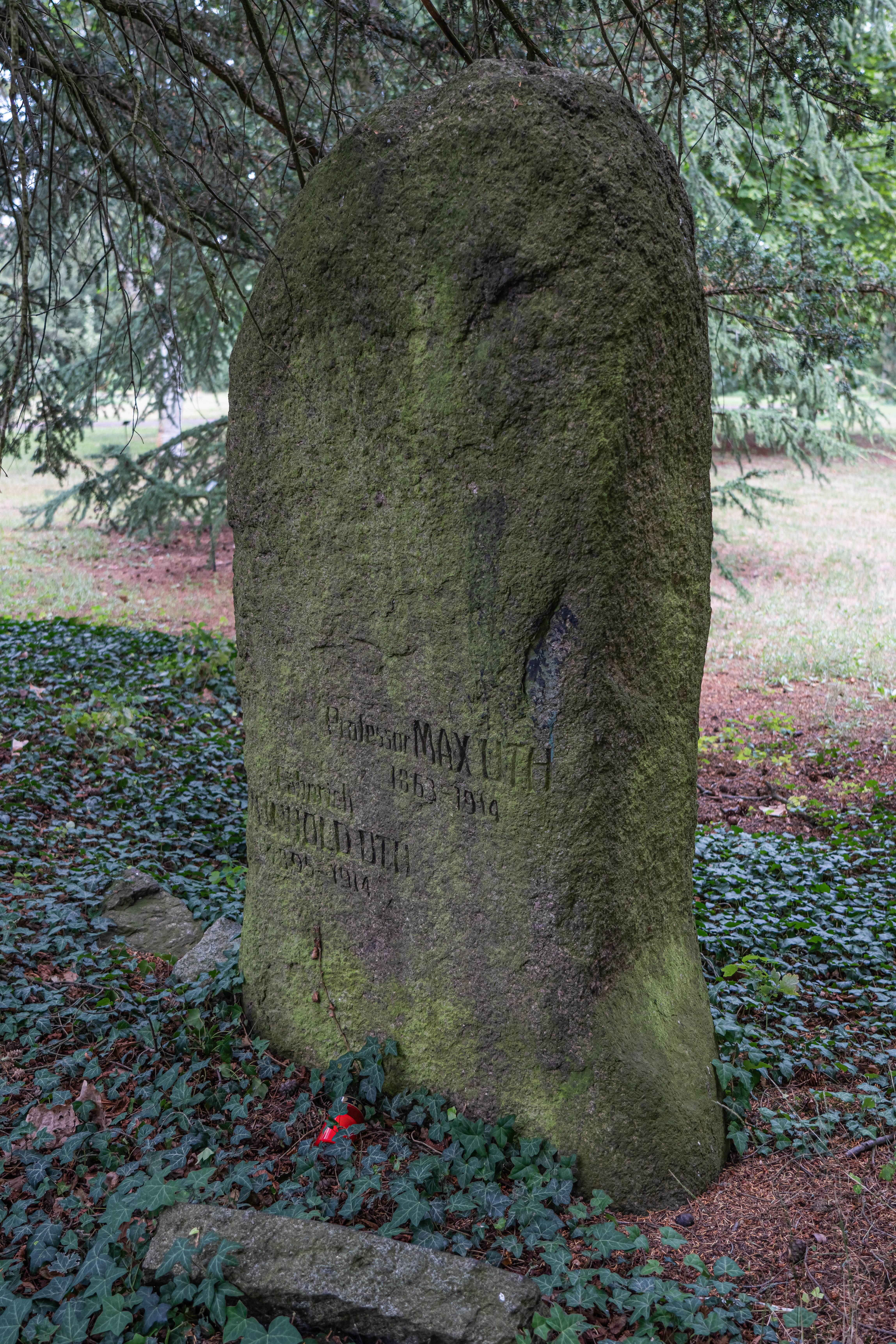
Grabstein auf dem Alten Friedhof Potsdam

Gustav Alexander Max Uth (* 24. November 1863 in Berlin; † 15. Juni 1914 in Hermannswerder, Potsdam) war ein deutscher Maler und Kunstprofessor.

## Leben
Uth, Sohn eines Fabrikanten, war Schüler der Berliner Akademie unter Eugen Bracht. Im Jahr 1897 eröffnete er in Berlin ein Schülerinnenatelier. Seine Schülerinnen waren u. a. Gertrud Berger (1870–1949), Laura Schaberg (* 1860 oder 1866; † 1935) und Sophie Wencke-Meinken (1874–1963).
1899 war Uth Gründungsmitglied der Berliner Sezession. Zusammen mit Walter Leistikow u. a. gehörte er zu den bedeutenden Landschaftsmalern.
Er war seit 1891 mit Betty Gertrud Manasse verheiratet. Sein Grab befindet sich auf den Alten Friedhof in Potsdam.

## Werke
- Am Bach. Sommerliche Stimmung, am Ufer eines Baches steht ein Angler. (o. J.; Öl auf Leinwand; 70 × 70 cm)
- Landsitz in der Mark. (um 1900; Öl auf Leinwand; 88 × 99 cm)[2]
- Der Biergarten. (um 1910; Öl auf Leinwand; 75,5 × 85 cm)[3][4]
- Dünenlandschaft. (Öl auf Leinwand; 40 × 54 cm)[5]